# Jocelyn Field Thorpe
Sir Jocelyn Field Thorpe (* 1. Dezember 1872 in Clapham (London); † 19. Juni 1940 in Cooden Beach, East Sussex) war ein britischer Chemiker.

## Leben
Thorpe, der Sohn eines Juristen, studierte zunächst ab 1888 Ingenieurwesen am King’s College London und ab 1890 Chemie am Royal College of Science in South Kensington und hat 1895 bei Victor Meyer an der Universität Heidelberg, an der er seit 1892 war,  in Organischer Chemie  promoviert. Er ging an die University of Manchester, wo er Dozent wurde und einen D.Sc. erhielt. Ab 1909 forschte er für die Royal Society in Sheffield und 1913 wurde er Professor für Organische Chemie am Imperial College London. 1938 wurde er emeritiert. 1939 wurde er als Knight Bachelor geadelt.

## Werk
Er befasste sich mit Camphern, Terpenen und Dicarbonsäuren, mit Nitrilen und mit Tautomerie. Nach ihm ist die Thorpe-Reaktion (1904, Oligomerisation von Nitrilen), die Thorpe-Ziegler-Reaktion (mit Karl Ziegler, 1904, auch Thorpe-Zieglersche Nitril-Cyclisierung), der Guareschi-Thorpe-Pyridin-Ringschluss (Pyridin-Synthese mit Cyanessigester) und der Thorpe-Ingold-Effekt (gem-Dimethyl-Effekt, Dialkyl-Effekt) benannt, der den Einfluss geminaler Alkylgruppen auf Reaktionsgeschwindigkeit und Gleichgewichtslage des Ringschlusses beschreibt (mit Christopher Kelk Ingold 1915).
Er war Fellow der Royal Society.